# كريس كينغ (كرة سلة)
كريس كينغ (بالإنجليزية: Chris King)‏ مواليد 24 يوليو 1969 في نيوتون غروف، هو لاعب كرة سلة أمريكي سابق. بدأ مسيرته الاحترافية في سنة 1992. تم اختياره من قبل فريق سياتل سوبرسونيكس خلال الدرافت. يبلغ طوله 6 قدم 8 بوصة (2.0 م). اعتزل اللعب في 2008.

## المسيرة الاحترافية
لعب مع بالونكيستو مالقا في الدوري الإسباني في موسم 1992–1993، ثم لعب مع سياتل سوبرسونيكس في موسم 1993–1994، ثم لعب مع فانكوفر جريزليز في موسم 1995–1996، ثم لعب مع بالاكانسترو كانتو في الدوري الإيطالي في سنة 1996، ثم لعب مع بالونكيستو فوينلابرادا في الدوري الإسباني في موسم 1996–1997.

## روابط خارجية
- كريس كينغ على موقع إن بي أي (الإنجليزية)
- كريس كينغ على موقع سبورتس رفرنس (الإنجليزية)
- كريس كينغ على موقع الدوري الإسباني لكرة السلة (الإسبانية)
- كريس كينغ على موقع كرة السلة الأوروبية.كوم (الإنجليزية)
- كريس كينغ على موقع كلية كرة السلة في سبورتس رفرنس.كوم (الإنجليزية)
- كريس كينغ على موقع ريلجم (الإنجليزية)
- كريس كينغ على موقع بروبوليرز (الإنجليزية)
- كريس كينغ على موقع سبورتس رفرنس (الإنجليزية)